# Chiesa di San Francesco (Trani)
La chiesa di San Francesco è una chiesa romanica di Trani, oggi parrocchia.

## Storia
La chiesa, nata con l'intitolazione alla Santissima Trinità, sembra essere stata fondata dall'abate Domenico Benincasa del cenobio benedettino di Cava de' Tirreni nel 1176, anche se la sua presenza è già attestata nel 1121 in un documento del Chartularium Tremitense, e successivamente consacrata nel 1184 dall'arcivescovo Bertrando II.
La chiesa e l'attiguo monastero, oggi sede della biblioteca comunale, occupato dai monaci benedettini, nacque al di fuori della murazione longobarda, in prossimità del flumicellus che sfociava nel porto, e del punto d'incontro tra la via carraria (l'attuale via Mario Pagano), che collegava Trani ai vicini agglomerati, e la via civitatis (oggi via Ognissanti), che conduceva alla Porta Antica della città: la chiesa della SS. Trinità era dunque ubicata in una posizione strategica. Il complesso faceva parte di un agglomerato urbano formatosi al di fuori delle mura, la cui presenza contribuì a convincere l'imperatore Federico II ad allargare la cinta muraria nel XIII secolo: la chiesa si trovò così entro le mura all'ingresso della città, poco distante dalla nuova porta orientale, detta di Bisceglie.
Nel 1537 la chiesa e il monastero passarono dai Benedettini ai Francescani: i Padri Minori Conventuali di Trani, insieme a quelli di altre città pugliesi, ottennero da papa Clemente VII il permesso di trasferirsi all'interno della cinta muraria. Il vecchio convento dei Francescani, il monastero di San Pietro, si trovava infatti poco distante dal Castello, ed era stato distrutto durante le guerre franco-spagnole dei primi decenni del XVI secolo. La chiesa cambio quindi denominazione, assumendo quella attuale.
La piazza vicino alla chiesa, corrispondente al punto di incontro tra le due antiche arterie viarie, è denominata in dialetto tranese mmèzze a San Franciche (letteralmente: in mezzo a San Francesco) e corrisponde all'attuale Piazza Libertà: in questo luogo venne eretto l'Albero della libertà, preludio ai tragici avvenimenti del 1799
Nel 1809 un decreto regio soppresse il convento dei Frati Conventuali di San Francesco. Il convento e i suoi beni furono incamerati prima dal Fisco e poi dal Comune; è del 25 ottobre 1809 la disposizione con cui il sindaco affida la chiesa al priore della confraternita dell'Immacolata Concezione, ivi presente dal 1715. L'affidamento divenne definitivo nel 1813.
Il 1 gennaio 1909 fu istituita la parrocchia di San Francesco e la chiesa passò nella gestione della stessa parrocchia. L'attiguo monastero, prima di essere destinato definitivamente a biblioteca, venne utilizzato come sede di diverse scuole tecniche e della scuola elementare.

## Descrizione
La chiesa di San Francesco è una delle pochissime chiese romaniche pugliesi a tre cupole ben conservata: le altre sono la chiesa di San Benedetto a Conversano, quella di Ognissanti a Valenzano e il Duomo di San Corrado di Molfetta.
La facciata principale termina con un timpano decorato, degli archetti e il campanile a vela. Il tetto e le tre cupole sono rivestite con le caratteristiche Chiancarelle, piccole lastre in pietra locale.
La chiesa presentava dei portici sia nella parte anteriore sia in corrispondenza delle facciate laterali: di questi portici sono rimaste solo le tracce di imposte di archi sulle pareti della chiesa.
La struttura interna originaria era composta da una grande aula a forma rettangolare, divisa in tre navate, con le tre cupole a copertura di quella centrale. La zona absidale è stata invece rimaneggiata in tempi successivi, con l'aggiunta di una cappella a forma quadrangolare e altre modifiche effettuate nel XVII e XVIII secolo.
Le tre navate dell'interno sono divise da pilastri cruciformi. La navata centrale è coperta da una successione di tre cupole.
Sono visibili dalle lastre tombali i segni di alcune famiglie del passato come i Sifola, i Petagna e i Macchia.
Il 29 giugno 2017 la chiesa di San Francesco si è impreziosita di una pala d'altare raffigurante l'incontro tra San Francesco d'Assisi e Papa Innocenzo III, il quale approva la regola francescana. L'opera è stata realizzata dal pittore pugliese Giovanni Gasparro. Una successiva pala d'altare, dello stesso autore, è stata collocata il 4 maggio 2018; essa raffigura il Santo Patrono della città di Trani e dell'Arcidiocesi di Trani-Barletta-Bisceglie, San Nicola il Pellegrino, nella sua missione di evangelizzazione dei giovani.

## Galleria d'immagini

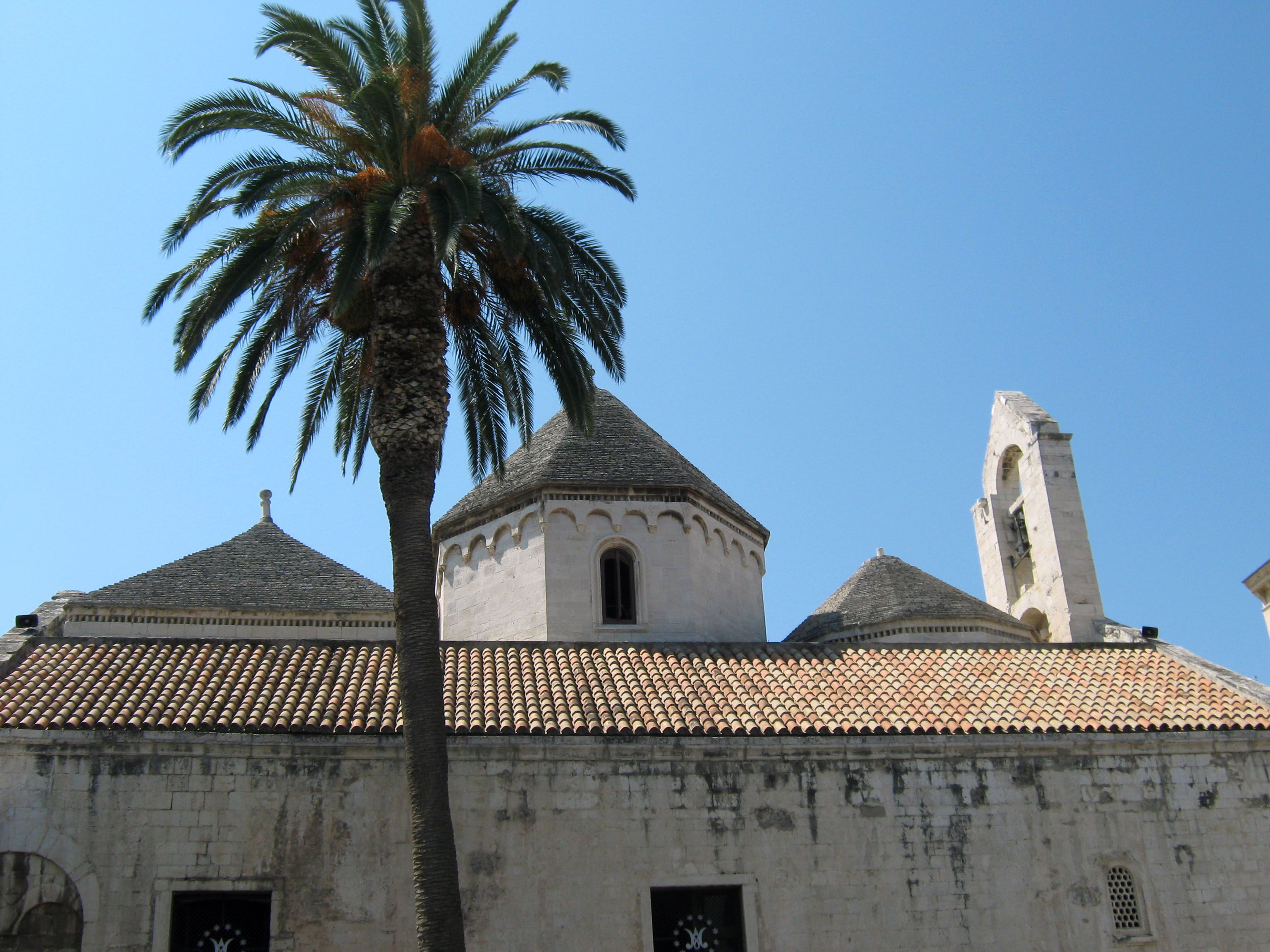
Le tre cupole che coprono la chiesa
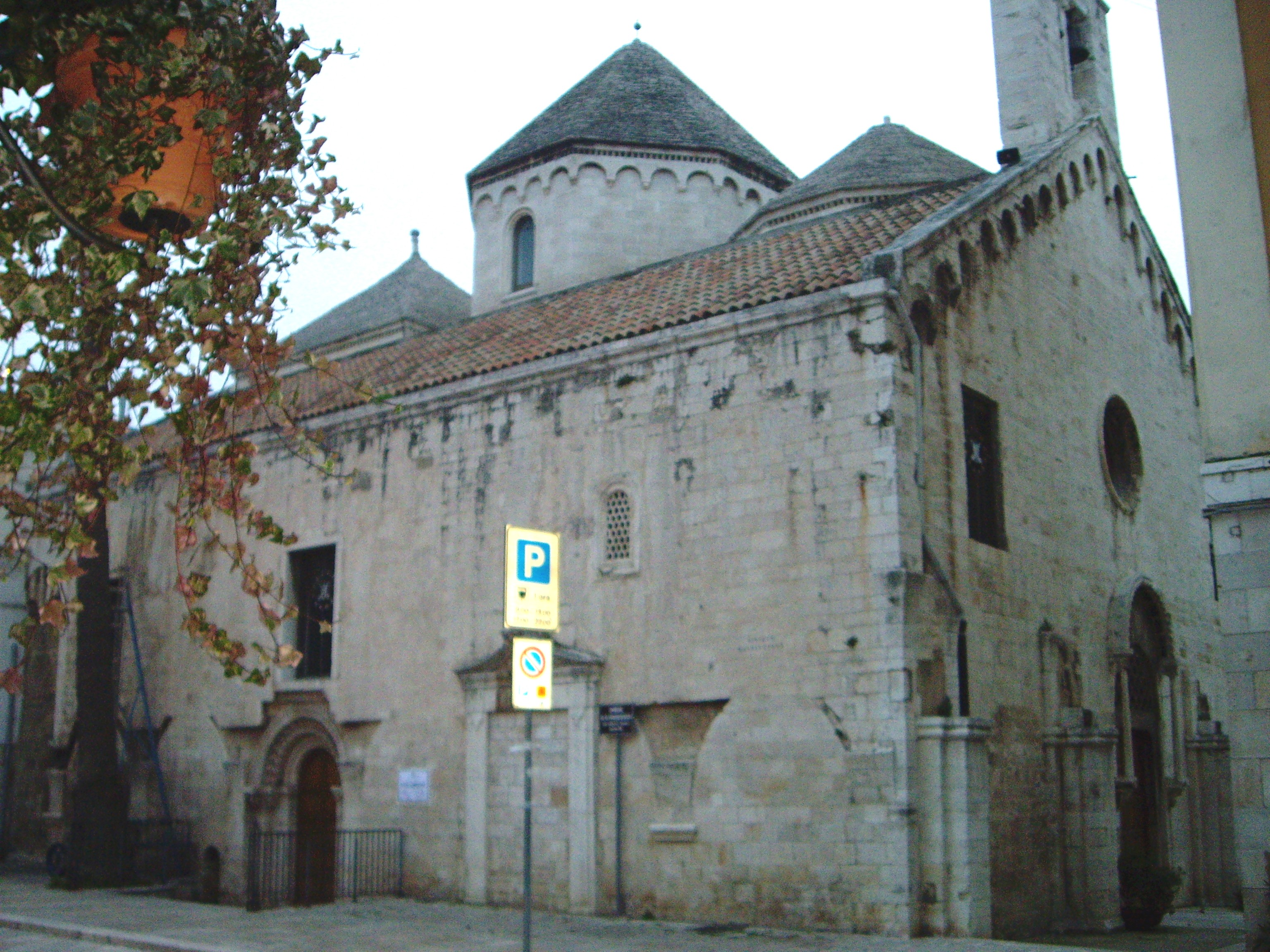
Chiesa di San Francesco